# Частотомір
ЧАСТОТОМІ́Р (герцметр) (рос. частотомер, герцметр; англ. frequency counter, frequency indicator, frequency (- indicating) meter) – прилад для вимірювання частот періодичних процесів або частот гармонічних складових спектра сигналу. 
Застосовуються хвилеміри, тахометри, логометри та ін.

## Класифікація
- По способу вимірювання - прилади безпосередньої оцінки (напр. аналогові) і прилади порівняння (напр. резонансні, гетеродинні, електронні лічильники).
- По фізичній суті величини — для вимірювання частоти синусоїдальних коливань (аналогові), вимірювання частот гармонічних складових (гетеродинні, резонансні, вібраційні) і вимірювання частоти дискретних подій (електронні лічильники, конденсаторні).
- По конструкції — щитові, портативні і стаціонарні.

## Електронні лічильники
Принцип дії електронних лічильників базується на підрахунку кількості імпульсів, сформованих з періодичного сигналу довільної форми, за визначений час. Цей проміжок часу також задається підрахунком імпульсів внутрішнього кварцового генератора або зовнішнього (наприклад, стандарту частоти). Таким чином електронний лічильник є приладом порівняння, точність виміру якого залежить від точності еталонної частоти.
Електронні лічильники найпоширеніші завдяки своїй універсальності, широкому діапазону частот (від частки герца до десятків мегагерц) і високій точності. Для підвищення діапазону до сотень мегагерц — десятків гігагерц використовують додаткові блоки — подільники частоти і перетворювачі частоти.
Електронні лічильники окрім частоти вимірюють період послідовності імпульсів, інтервали часу між імпульсами, відношення двох частот, а також використовуються як лічильники кількості імпульсів. Деякі частотоміри (наприклад Ч3-64) поєднують в собі гетеродинний метод і метод електронного підрахунку. Це не тільки розширює діапазон вимірювання, але і дозволяє визначати частоту-носія імпульсно-модульованих сигналів, що простим методом підрахунку неможливо.
ПРИЗНАЧЕННЯ: обслуговування, регулювання і діагностика радіоелектронного обладнання; контроль роботи радіосистем і технологічних процесів.
ПРИКЛАДИ: Ч3-33, Ч3-54, Ч3-57, Ф5137, Ч3-84 

## Резонансні частотоміри
Принцип дії резонасного частотоміра ґрунтується на порівнянні виміряної частоти з резонансною частотою контуру.Резонансну частоту можна змінювати змінюючи ємність "С".